# Христо Шанов
 Тази статия е за политика.  За лекаря вижте Христо Шанов (лекар).  
Христо Никифоров Шанов е български дипломат и политик от Българска комунистическа партия.

## Биография
Роден е на 13 октомври 1919 г. в казанлъшкото село Шейново. От 1935 г. е член на РМС. Същата година е осъден на затвор. Участва в съпротивителното движение по време на Втората световна война, за което е бил вкаран в затвора. След 9 септември 1944 г. е бил секретар на Градския комитет на БКП в Казанлък и на Окръжния комитет на БКП в Стара Загора. От 1959 г. е председател на Изпълнителния комитет на Окръжния народен съвет. Бил е посланик на България в Полша (от 1974) и Чехословакия. От 1958 до 1962 г. е кандидат-член на ЦК на БКП, а от 1962 до 1981 г. е член на ЦК на БКП. По случай своята петдесет годишнина на 28 ноември 1969 г. е обявен за почетен гражданин на Стара Загора. Първи секретар на Окръжния комитет на БКП в Стара Загора между 1960 и 1973 г. Умира на 23 март 2006 г. Носител е на два ордена „Георги Димитров“.